# Hrabstwo Blanco

Piramida wieku hrabstwa

Hrabstwo Blanco – hrabstwo w USA, w południowo–środkowym Teksasie, w regionie Hill Country, w sąsiedztwie obszaru metropolitalnego Austin. Utworzone w 1858 r. Według danych z 2023 liczy 13 tys. mieszkańców. Siedzibą hrabstwa jest miasto Johnson City, a największym miastem Blanco.

## Gospodarka
83% areału gospodarstw zajmują pastwiska, 9% to obszary leśne i jedynie 5% stanowią uprawy. Najczęstszymi sektorami zatrudnienia dla osób mieszkających w Blanco County, są (dane z 2022): budownictwo (962 osoby), produkcja (570 osób) i handel detaliczny (540 osób).
- hodowla kóz, owiec, koni, oraz w mniejszym stopniu bydła[2]
- hodowla zwierząt egzotycznych (w tym The Exotic Resort Zoo)[2]
- uprawy winogrona, orzechów pekan, kwiatów, brzoskwiń i warzyw[2][4]
- łowiectwo i rybołówstwo[4].

Średni dochód gospodarstwa domowego (dane z 2023) w hrabstwie jest o 15% wyższy od średniej stanowej i wynosi 87 564 dolarów. Dochód na mieszkańca wynosi 47 358 dolarów i tylko 8,5% mieszkańców żyje poniżej relatywnej granicy ubóstwa.

## Sąsiednie hrabstwa
- Hrabstwo Burnet (północ)
- Hrabstwo Travis (północny wschód)
- Hrabstwo Hays (wschód)
- Hrabstwo Comal (południowy wschód)
- Hrabstwo Kendall (południowy zachód)
- Hrabstwo Gillespie (zachód)
- Hrabstwo Llano (północny zachód)

## Miasta
- Blanco
- Johnson City
- Round Mountain

## Demografia
Według danych pięcioletnich z 2023 roku, 76% mieszkańców hrabstwa stanowią biali niebędący Latynosami. Mieszkańcy deklarowali głównie pochodzenie niemieckie (28,3%), angielskie (19,4%), meksykańskie (16,3%), irlandzkie (13,1%), szkockie lub szkocko–irlandzkie (4,4%), francuskie (4,2%) i „amerykańskie” (3,4%). W latach 2020–2023 populacja wzrosła o 14,7%.